# 'Abd al-Hamid Ibn Badis
ʿAbd al-Ḥamīd Ibn Bādīs, in arabo عبد الحميد بن باديس‎? (Costantina, 4 dicembre 1889 – Costantina, 16 aprile 1940), è stato un filosofo algerino di cultura berbera.
Notevole figura di intellettuale religioso musulmano del movimento definito dell'Iṣlāḥ (Riforma) in Algeria, Ibn Bādīs studiò nell'Università di Tunisi (al-Zaytūna). 

Dopo aver tenuto corsi nella moschea della sua città natale, una prima fugace esperienza giornalistica nel 1925 consentì l'uscita di al-Muntaqid (La critica), prima che Ibn Bādīs (o Ben Bādīs) fondasse nel 1931 l'"Associazione degli Ulema musulmani algerini" (Jamʿiyyat al-ʿUlamāʾ), che radunò un ampio gruppo di studiosi musulmani in Algeria, provenienti da differenti retroterra culturali e da diverse località del Paese. L'Associazione ebbe una notevole influenza sulla politica musulmana algerina fino alla guerra d'indipendenza dalla Francia nel secondo dopoguerra. Nello stesso periodo, influenzò l'educazione di migliaia di giovani algerini.
 
L'Associazione dette anche alle stampe un giornale mensile, al-Shihāb (Meteore) e Ben Bādīs contribuì regolarmente alla sua redazione tra il 1925 e la sua morte nel 1940. Il giornale teneva informati i suoi lettori circa le idee dell'Associazione e il suo intento riformatore, parlando anche delle differenti religioni e idee politiche.

## Biografia

### Istruzione
'Abd al-Ḥamīd Ibn Bādīs apparteneva a una classe medio-borghese di Costantina, che vantava di discendere dagli Ziridi: una dinastia berbera musulmana fondata nel X secolo da Bulugghīn b. Bādīs b. Zīrī. Ben Bādīs ricevette in casa la sua educazione e a 13 anni sapeva a memoria il Corano.
Era ancora molto giovane quando fu posto sotto la tutela di Hamdan Lounissi. Questi ebbe notevole influenza durante la gioventù di Ben Bādīs, che non dimenticherà mai i saggi consigli di Lounissi. Il suo tutore gli instillò il principio dell'"imparare a conoscere, per amore della conoscenza, non per il proprio ruolo". Lounissi fu un indefesso difensore dei diritti dei musulmani che abitavano Costantina. Lounissi ottenne dal giovane Ben Bādīs una promessa di non entrar mai al servizio della Francia (che occupava l'Algeria dal 1830) che rappresentava, al di là delle denominazioni da essa impiegate, un vero e proprio potere coloniale nel Paese arabo-berbero.

## Pellegrinaggi e studio

### Nell'Università al-Zaytūna
Nel 1908, Ben Bādīs decise di fare il suo primo viaggio per progredire nei suoi studi Si recò a Tunisi e s'iscrisse nell'università religiosa della al-Zaytūna, che al tempo era uno dei più importanti centri di studio islamico.
Nella Zaytūna, gli orizzonti di Ibn Bādīs si ampliarono, perfezionando le sue conoscenze sulle scienze islamiche e sulla lingua araba. Frequentò un gran numero di studiosi che lasciarono una traccia indelebile sulla sua personalità e la sua conoscenza profonda dell'Islam. Gli insegnamenti dello sceicco Muḥammad al-Nakhlī lo convinsero della necessità di emendare dagli errori le comunità islamiche dalle loro pratiche religiose erronee o devianti, come ad esempio il culto dei "santi" (marabutti). Lo sceicco Muḥammad al-Ṭāhir Ben Achour (ʿAshūr) influenzò Ibn Bādīs nella scoperta delle bellezze della lingua araba. Con lo 'sceicco al-Bachir Safer (al-Bashīr Ṣafar), Ibn Bādīs sviluppò un interesse sui problemi passati e presenti delle comunità musulmane, incluso quello di cercare una risposta adeguata al colonialismo occidentale, occupandosi dei suoi effetti socio-economici.
Nel 1912 si diplomò e passò quindi un altro anno alla Zaytūna come docente.

### A Medina

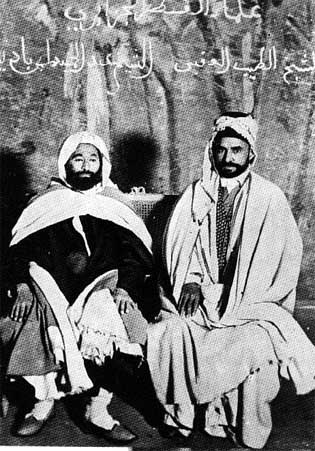
'Abd al-Ḥamīd Ben Bādīs (a sinistra) e Ṭayyib al-'Uqbī/Tayeb El Oqbi (a destra)

Ben Bādīs partì quindi per un ḥajj verso La Mecca, e trascorse 3 mesi a Medina, dando lezioni ai pellegrini e ai residenti della Moschea del Profeta al-Masjid al-Nabawi.
A Medina, Ben Bādīs incontrò lo sceicco riformista Bashīr al-Ibrāhīmī. Si incontrarono poi regolarmente per stilare un progetto senza ambiguità sulle riforma islamiche da attuare in Algeria. Fu l'inizio di una lunga amicizia tra i due, motivata dalle stesse idealità. Un altro riformista, lo sceicco Ḥusayn Aḥmad al-Hindī, che risiedeva a Medina, rimase colpito dalla competenza e dalle conoscenze di Ben Bādīs, che esortò a tornare in Algeria per lavorare sullo sradicamento delle idee marabuttiche, l'ignoranza delle conoscenze islamiche, collegate al declino culturale e religioso nella popolazione musulmana dell'Algeria sotto dominazione francese.
Dopo aver lasciato Medina, Ben Bādīs visitò la Siria e l'Egitto. Nella Moschea di al-Azhar al Cairo, s'incontrò con rinomati studiosi di letteratura e scienze islamiche.

### Ritorno in Algeria
Nel 1913, Ben Bādīs ritornò in Algeria, andando a risiedere a Costantina, cominciando a insegnare nella moschea di Sīdī Qammūsh. I suoi insegnamenti erano rivolti a uomini, donne, ragazzi e adulti. Mirò a fornire alle persone un'educazione minimale nel campo delle scienze islamiche, della lingua araba, della letteratura araba e nella storia. Fu a quel punto che Ben Bādīs concepì l'idea di istituire un'organizzazione musulmana di studiosi e di guide religiose, l'Associazione degli Ulema musulmani algerini (AUMA).
Nel 1936, Ben Bādīs svolse un importante ruolo nel creare il "Congresso Musulmano Algerino" (CMA). Tale congresso fu disciolto dai francesi l'anno seguente (estate 1937) e poco dopo Ben Bādīs tornò alla guida dell'Associazione degli ulema musulmani algerini (AUMA). 
Oltre a operare contro le deviazioni dalla corretta pratica dell'Islam, Ben Bādīs e i suoi seguaci membri dell'Associazione, s'impegnarono affinché fosse evitata l'eclissi della cultura dell'Algeria ad opera dei valori etici francesi. Ben Bādīs e altri intellettuali algerini, laici e religiosi, contrastarono la soppressione degli ideali patriottici algerini. Lavorando come giornalista nel corso di quegli anni, egli puntualmente denunciò la propaganda fascista e gli intrighi anti-semitici degli occupanti francesi.
Nel 1939, Ben Bādīs fondò il club di football Mouloudia Olympique de Constantine. 
Ben Bādīs fu uno degli studiosi musulmani algerini di maggior spicco. Con l'aiuto dei suoi contemporanei e sodali, criticò la superstizione riguardante il culto dei marabutti ed ebbe grande influenza nello sviluppo della società civile e religiosa algerina.
Il 16 aprile 1940, Ben Bādīs morì nel suo luogo natale di Costantina. La sua salma fu inumata alla presenza di 20 000 persone e il suo funerale si trasformò in una grande manifestazione di affetto umano e politico.